# Psittacosaurus
Genre
Psittacosaurus soit « lézard perroquet » (en français, les psittacosaures) est un genre éteint de dinosaures ornithischiens cératopsiens primitifs du début du Crétacé inférieur qui vivait en Asie, il y a environ 130 à 100 Ma. C'est l'un des genres de dinosaures le plus riche en espèces, puisqu'on en connaît au moins dix espèces grâce aux fossiles trouvés dans les différentes régions des actuelles Chine (biote de Jehol), Laos, Mongolie et Russie, avec la possibilité d'existence d'autres espèces en provenance de Thaïlande.
Toutes les espèces de Psittacosaurus étaient des bipèdes herbivores de la taille d'une antilope avec un gros bec puissant sur la mâchoire supérieure. Au moins une espèce avait sur la queue et le bas du dos des structures semblables à des épines (poils creux, peut-être  des plumes, c'est contesté) qui auraient pu remplir une fonction d'affichage. Les psittacosaures étaient des cératopsiens très précoces et, s'ils avaient développé de nombreuses adaptations nouvelles pour eux-mêmes, ils partageaient de nombreuses caractéristiques anatomiques avec d'autres cératopsiens comme le Protoceratops et le Triceratops qui avait la taille d'un éléphant.
Psittacosaurus n'est pas aussi connu du grand public que son parent éloigné le Triceratops, mais c'est l'un des genres de dinosaures les mieux connus. On a recueilli, à ce jour, les fossiles de plus de 400 individus, dont de nombreux squelettes complets. La plupart des classes d'âge sont représentées, depuis l'éclosion jusqu'à l'âge adulte, ce qui a permis plusieurs études détaillées sur la croissance et la reproduction du genre. L'abondance de ce dinosaure a conduit à son utilisation comme un indice de datation au début du Crétacé de certaines couches de sédiments de l'Asie centrale.

## Description

Comparaison des tailles d'un homme et d'un Psittacosaurus. Chaque carré représente un m².

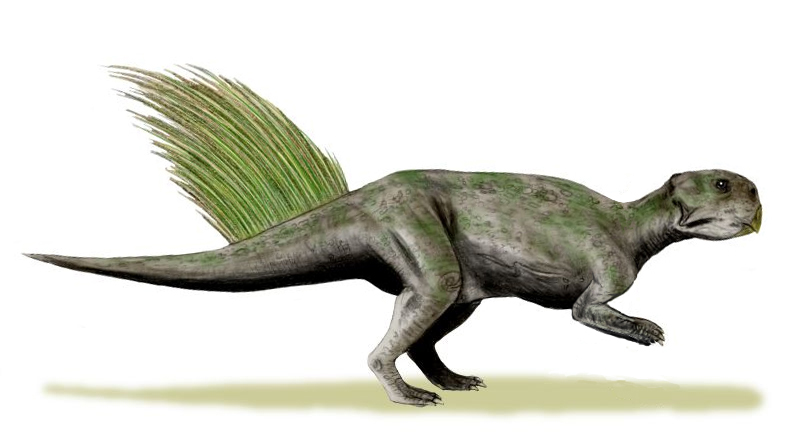
Reconstitution de P. mongoliensis.

Si les différentes espèces de Psittacosaurus différaient en taille et en caractéristiques spécifiques du crâne et du reste du squelette, elles partageaient la même allure générale. L'espèce la plus connue, P. mongoliensis, atteignait 2 mètres de longueur. Son poids maximal adulte devait très probablement dépasser les 20 kilogrammes. Plusieurs autres espèces approchaient P . mongoliensis par la taille (P. major, P. neimongoliensis, P. xinjiangensis),,, tandis que d'autres étaient un peu plus petites (P. sinensis, P. meileyingensis). P. ordosensis est la plus petite espèce connue, 30 % plus petite que P. mongoliensis. Les plus grandes espèces étaient P. lujiatunensis et P. sibiricus, bien qu'elles n'aient pas été significativement plus grandes que P. mongoliensis,.
Le crâne de Psittacosaurus était fortement différent de celui des autres dinosaures ornithischiens de son époque. La tête était très haute et courte, avec un profil presque rond chez certaines espèces. La partie en avant de l'orbite ne représentait que 40 % de la longueur totale du crâne, beaucoup plus courte que celle de tous les autres ornithischiens connus. La mâchoire inférieure des psittacosaures se caractérise par une paroi verticale au centre de chaque dent. Les deux mâchoires, supérieure et inférieure, portaient un bec prononcé, formé respectivement à partir de l'os rostral et de l'os prédentaire. L'axe osseux du bec peut avoir été enveloppé par la kératine pour fournir une ligne de coupe aiguisée pour ramasser du matériel végétal. Comme le suggère le nom générique, le crâne et le bec court ressemblaient superficiellement à ceux des perroquets actuels. Le crâne de Psittacosaurus partageait plusieurs adaptations avec les cératopsiens plus évolués, tels que l'os rostral unique à la pointe de la mâchoire supérieure, et un os jugal évasé. Cependant, il n'y avait toujours aucun signe de collerette osseuse au niveau du cou ou de cornes faciales proéminentes qui se développeront plus tard chez les cératopsiens. Seul P. sibiricus possédait des cornes sur la boîte crânienne, mais elles sont considérées comme un exemple d'évolution convergente.
Le squelette de Psittacosaurus était typique d'un ornithischien bipède. Chez P. mongoliensis, comme chez d'autres espèces, la longueur des membres antérieurs atteignait seulement 58 % de celle des membres postérieurs et leur amplitude de mouvement montre que les mains ne pouvaient être ni mises en pronation, ni utilisées pour générer une force de propulsion, ce qui suggère que ces animaux étaient totalement bipèdes dans la vie. Il n'y avait que quatre doigts sur chaque « main », par opposition aux cinq de la plupart des autres ornithischiens (y compris tous les autres cératopsiens). Globalement, le pied à quatre orteils était très similaire à celui de nombreux autres petits ornithischiens.

## Taxonomie
Le nom de Psittacosaurus a été créé en 1923 par Henry Fairfield Osborn, paléontologue et président de l'American Museum of Natural History (AMNH) dans un document publié le 19 octobre. Le nom générique est composé des mots grecs ψιττακος / psittakos (« perroquet ») et σαυρος / sauros (« lézard »), suggéré par le bec rappelant superficiellement celui d'un perroquet et par la nature reptilienne de ces animaux.

### Espèces de Psittacosaurus

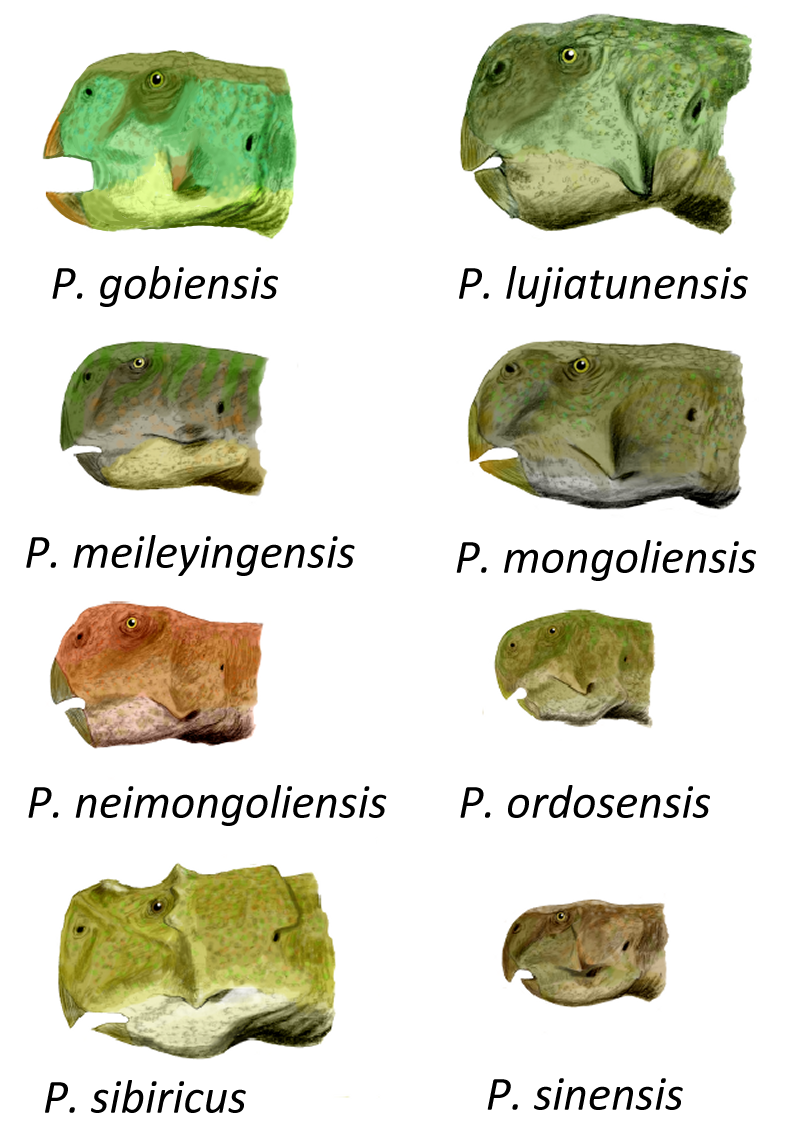
Huit espèces de Psittacosaurus à l'échelle.

Dix-sept espèces ont été rattachées au genre Psittacosaurus, mais il en reste seulement neuf à onze considérées comme valables aujourd'hui,,,. C'est le plus grand nombre d'espèces valables actuellement assignées à un genre de dinosaure (en dehors des oiseaux actuels), la plupart des genres d'autres dinosaures étant mono-spécifiques, n'ayant qu'une seule espèce connue. La différence est probablement due à des bizarreries de l'enregistrement des fossiles. Alors que Psittacosaurus est connu par des centaines de spécimens fossilisés, la plupart des autres espèces de dinosaures sont connues par beaucoup moins de spécimens et beaucoup par un seul. Avec un nombre d'échantillons très élevés, la diversité des Psittacosaurus peut être étudiée plus complètement que celle de la plupart des autres genres de dinosaures, ce qui entraîne la reconnaissance de plusieurs espèces. La plupart des genres d'animaux actuels sont représentés par de multiples espèces, ce qui suggère que cela doit avoir été le cas pour les genres de dinosaures aujourd'hui disparus, bien que la plupart de ces espèces puissent ne pas avoir été préservées. En outre, la plupart des dinosaures sont connus uniquement par leurs os et ne peuvent être évaluées d'un point de vue morphologique, alors que les espèces existantes ont souvent des squelettes très semblables morphologiquement mais diffèrent sur des points qui ne sont normalement pas conservés chez les fossiles, comme le comportement ou la coloration. Aussi le nombre réel d'espèces peut-il être beaucoup plus élevé que celui actuellement connu pour ce genre et pour d'autres genres de dinosaures.
- Espèces valides de Psittacosaurus :
  - Psittacosaurus mongoliensis[11],[16] — Mongolie, Chine du nord
  - Psittacosaurus sinensis[17] — nord-est de la Chine
  - Psittacosaurus meileyingensis[6] — nord et centre de la Chine
  - Psittacosaurus xinjiangensis[18] — nord-ouest de la Chine
  - Psittacosaurus neimongoliensis[4] — nord et centre de la Chine
  - Psittacosaurus ordosensis[4] — nord et centre de la Chine
  - Psittacosaurus mazongshanensis[19] — nord-ouest de la Chine
  - Psittacosaurus sibiricus[8],[20] — Russie (sud de la Sibérie)
  - Psittacosaurus lujiatunensis[7] — nord-est de la Chine
  - Psittacosaurus major[3] — nord-est de la Chine
  - Psittacosaurus gobiensis[21] —  Mongolie-Intérieure
- Possible espèce de Psittacosaurus :
  -  ?Psittacosaurus sattayaraki[22],[23] — Thaïlande

### Classification

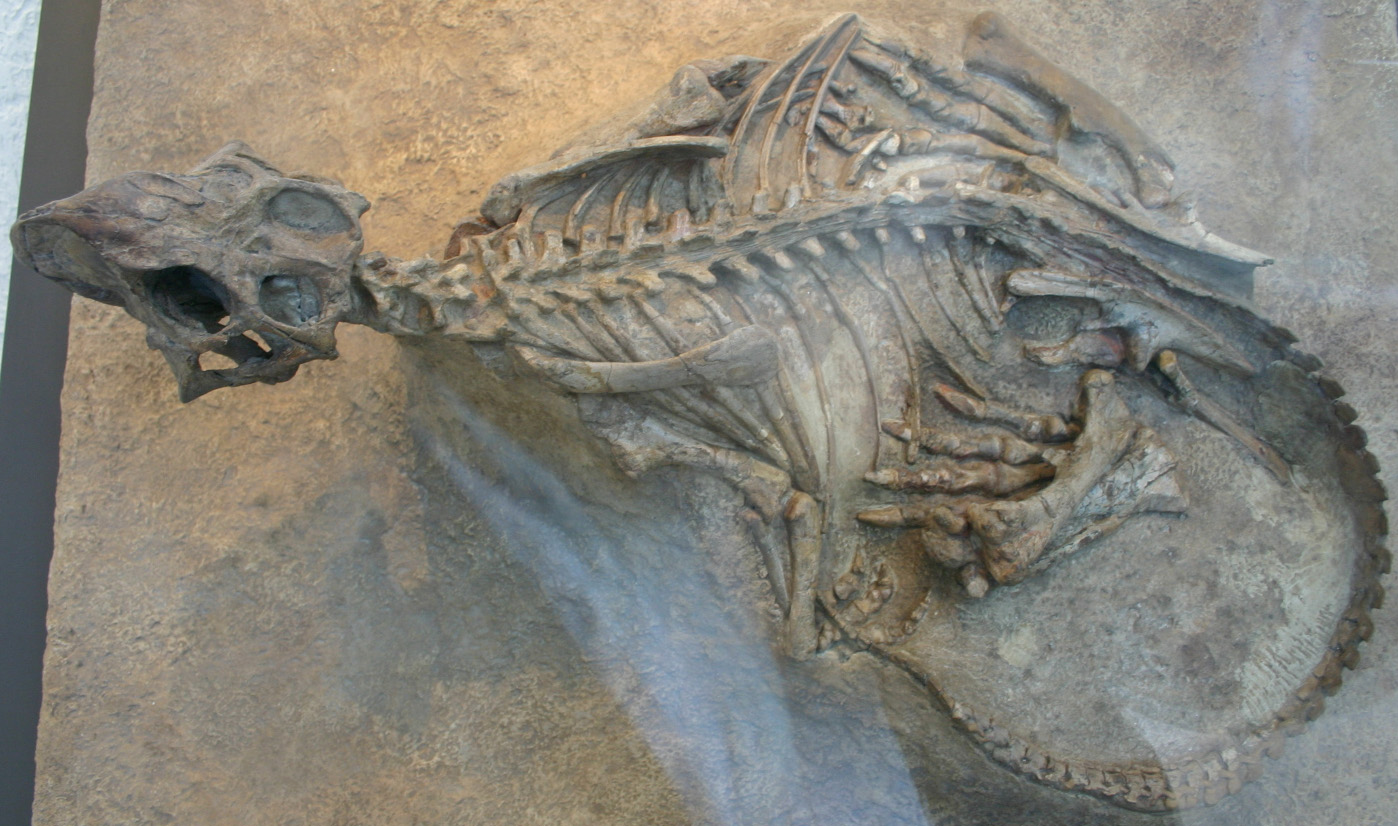
Holotype de Psittacosaurus mongoliensis, American Museum of Natural History.

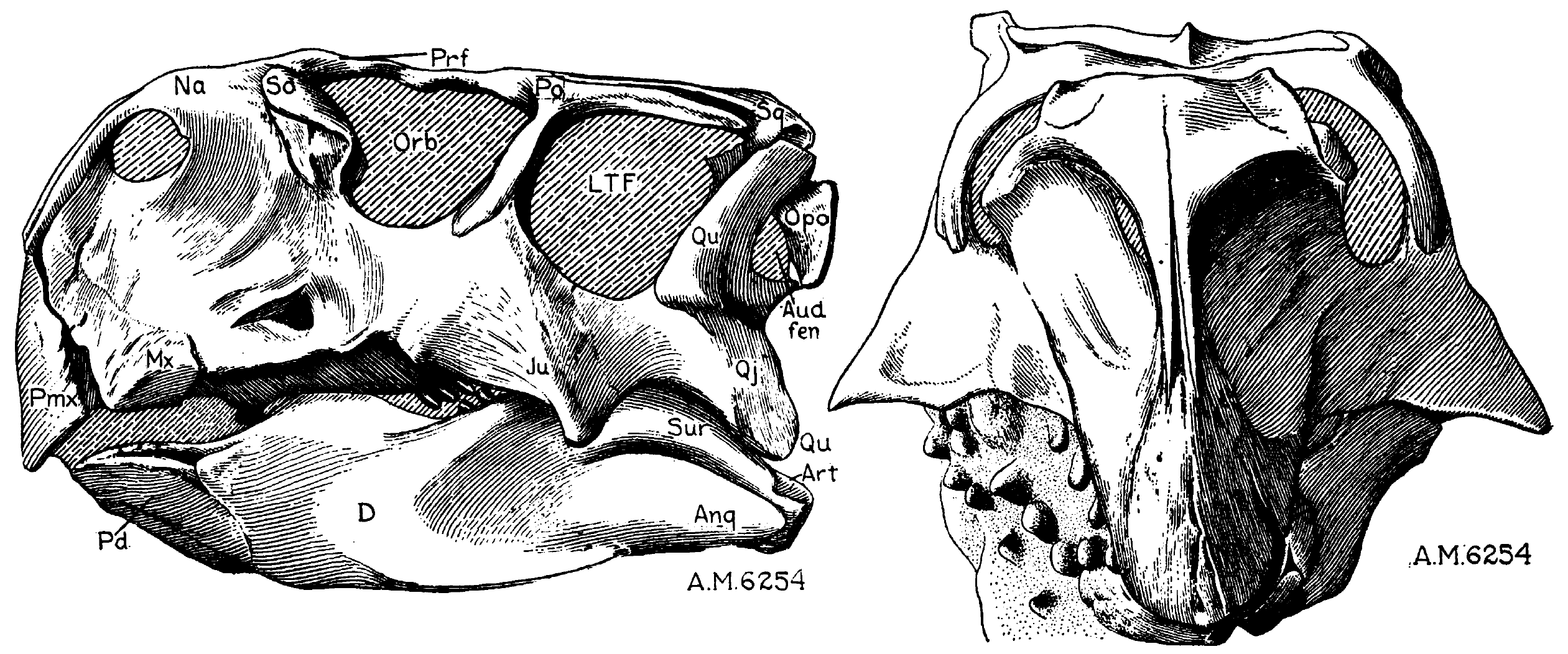
Crâne de l'holotype de Psittacosaurus mongoliensis d'Osborn, 1923.

Psittacosaurus est le genre type de la famille des Psittacosauridés qui doit également son nom à Osborn en 1923. Seul un autre genre, Hongshanosaurus, est actuellement classé dans cette famille aux côtés de Psittacosaurus. Les psittacosauridés étaient parmi les plus anciens de presque tous les cératopsiens connus, sauf les Yinlong et peut-être les Chaoyangsauridae,. Bien que les psittacosauridés soient une branche primitive de l'arbre généalogique des cératopsiens, le genre Psittacosaurus lui-même n'est sans doute pas l'ancêtre direct de tout autre groupe de cératopsiens. Tous les autres cératopsiens retrouvés jusqu'à présent ont un cinquième doigt à la main, un trait plésiomorphe ou primitif, alors que toutes les espèces de Psittacosaurus n'ont que quatre doigts à la main. En outre, la fenêtre antéorbitaire, une ouverture dans le crâne située entre les orbites et les narines, a disparu au cours de l'évolution de psittacosauridés, mais se retrouve encore chez la plupart des autres cératopsiens et chez la plupart des autres archosauriens. On considère comme hautement improbable que le cinquième doigt ou la fenêtre antéorbitaire puissent avoir évolué une seconde fois.
Bien qu'on distingue de nombreuses espèces de Psittacosaurus, leurs relations n'ont pas encore été pleinement explorées et aucun consensus scientifique n'existe sur le sujet,,. Plusieurs analyses phylogénétiques ont été publiées, les plus détaillées étant celles d'Alexandre Averianov en 2006, Hai-Lu You en 2008 et Paul Sereno en 2010.
Averianov et al. (2006):
|  | P. sibiricus |
|  |              |
|  | P. sinensis  |
|  |              |

|  | P. neimongoliensis |
|  | |
|  | P. ordosensis |
|  | |
|  | \| \| Yixian Psittacosaurus sp. (mais pas P. lujiatunensis or P. major) \| \| \| \| \| \| P. mazongshanensis \| \| \| \| \| \| P. meileyingensis \| \| \| \| \| \| P. mongoliensis \| \| \| \| \| \| P. xinjiangensis \| \| \| \| |
|  | |
|  | Yixian Psittacosaurus sp. (mais pas P. lujiatunensis or P. major) |
|  | |
|  | P. mazongshanensis |
|  | |
|  | P. meileyingensis |
|  | |
|  | P. mongoliensis |
|  | |
|  | P. xinjiangensis |
|  | |

|  | Yixian Psittacosaurus sp. (mais pas P. lujiatunensis or P. major) |
|  |                                                                   |
|  | P. mazongshanensis                                                |
|  |                                                                   |
|  | P. meileyingensis                                                 |
|  |                                                                   |
|  | P. mongoliensis                                                   |
|  |                                                                   |
|  | P. xinjiangensis                                                  |
|  |                                                                   |

|  | P. sibiricus |
|  |              |
|  | P. sinensis  |
|  |              |

|  | P. neimongoliensis |
|  | |
|  | P. ordosensis |
|  | |
|  | \| \| Yixian Psittacosaurus sp. (mais pas P. lujiatunensis or P. major) \| \| \| \| \| \| P. mazongshanensis \| \| \| \| \| \| P. meileyingensis \| \| \| \| \| \| P. mongoliensis \| \| \| \| \| \| P. xinjiangensis \| \| \| \| |
|  | |
|  | Yixian Psittacosaurus sp. (mais pas P. lujiatunensis or P. major) |
|  | |
|  | P. mazongshanensis |
|  | |
|  | P. meileyingensis |
|  | |
|  | P. mongoliensis |
|  | |
|  | P. xinjiangensis |
|  | |

|  | Yixian Psittacosaurus sp. (mais pas P. lujiatunensis or P. major) |
|  |                                                                   |
|  | P. mazongshanensis                                                |
|  |                                                                   |
|  | P. meileyingensis                                                 |
|  |                                                                   |
|  | P. mongoliensis                                                   |
|  |                                                                   |
|  | P. xinjiangensis                                                  |
|  |                                                                   |

You et al. (2008):
|  | P. sibiricus |
|  |              |
|  | P. sinensis  |
|  |              |

|  | P. lujiatunensis   |
|  |                    |
|  | P. mazongshanensis |
|  |                    |

|  | P. major                                                              |
|  |                                                                       |
|  | P. neimongoliensis                                                    |
|  |                                                                       |
|  | \| \| P. meileyingensis \| \| \| \| \| \| P. mongoliensis \| \| \| \| |
|  |                                                                       |
|  | P. meileyingensis                                                     |
|  |                                                                       |
|  | P. mongoliensis                                                       |
|  |                                                                       |

|  | P. meileyingensis |
|  |                   |
|  | P. mongoliensis   |
|  |                   |

|  | P. lujiatunensis   |
|  |                    |
|  | P. mazongshanensis |
|  |                    |

|  | P. major                                                              |
|  |                                                                       |
|  | P. neimongoliensis                                                    |
|  |                                                                       |
|  | \| \| P. meileyingensis \| \| \| \| \| \| P. mongoliensis \| \| \| \| |
|  |                                                                       |
|  | P. meileyingensis                                                     |
|  |                                                                       |
|  | P. mongoliensis                                                       |
|  |                                                                       |

|  | P. meileyingensis |
|  |                   |
|  | P. mongoliensis   |
|  |                   |

|  | P. sibiricus |
|  |              |
|  | P. sinensis  |
|  |              |

|  | P. lujiatunensis   |
|  |                    |
|  | P. mazongshanensis |
|  |                    |

|  | P. major                                                              |
|  |                                                                       |
|  | P. neimongoliensis                                                    |
|  |                                                                       |
|  | \| \| P. meileyingensis \| \| \| \| \| \| P. mongoliensis \| \| \| \| |
|  |                                                                       |
|  | P. meileyingensis                                                     |
|  |                                                                       |
|  | P. mongoliensis                                                       |
|  |                                                                       |

|  | P. meileyingensis |
|  |                   |
|  | P. mongoliensis   |
|  |                   |

|  | P. lujiatunensis   |
|  |                    |
|  | P. mazongshanensis |
|  |                    |

|  | P. major                                                              |
|  |                                                                       |
|  | P. neimongoliensis                                                    |
|  |                                                                       |
|  | \| \| P. meileyingensis \| \| \| \| \| \| P. mongoliensis \| \| \| \| |
|  |                                                                       |
|  | P. meileyingensis                                                     |
|  |                                                                       |
|  | P. mongoliensis                                                       |
|  |                                                                       |

|  | P. meileyingensis |
|  |                   |
|  | P. mongoliensis   |
|  |                   |

Sereno (2010):
|  | P. meileyingensis                                             |
|  |                                                               |
|  | \| \| P. lujiatunensis \| \| \| \| \| \| P. major \| \| \| \| |
|  |                                                               |
|  | P. lujiatunensis                                              |
|  |                                                               |
|  | P. major                                                      |
|  |                                                               |

|  | P. lujiatunensis |
|  |                  |
|  | P. major         |
|  |                  |

|  | P. sp. (plus tard P. gobiensis)                                    |
|  |                                                                    |
|  | P. sibiricus                                                       |
|  |                                                                    |
|  | \| \| P. neimongoliensis \| \| \| \| \| \| P. sinensis \| \| \| \| |
|  |                                                                    |
|  | P. neimongoliensis                                                 |
|  |                                                                    |
|  | P. sinensis                                                        |
|  |                                                                    |

|  | P. neimongoliensis |
|  |                    |
|  | P. sinensis        |
|  |                    |

|  | P. meileyingensis                                             |
|  |                                                               |
|  | \| \| P. lujiatunensis \| \| \| \| \| \| P. major \| \| \| \| |
|  |                                                               |
|  | P. lujiatunensis                                              |
|  |                                                               |
|  | P. major                                                      |
|  |                                                               |

|  | P. lujiatunensis |
|  |                  |
|  | P. major         |
|  |                  |

|  | P. sp. (plus tard P. gobiensis)                                    |
|  |                                                                    |
|  | P. sibiricus                                                       |
|  |                                                                    |
|  | \| \| P. neimongoliensis \| \| \| \| \| \| P. sinensis \| \| \| \| |
|  |                                                                    |
|  | P. neimongoliensis                                                 |
|  |                                                                    |
|  | P. sinensis                                                        |
|  |                                                                    |

|  | P. neimongoliensis |
|  |                    |
|  | P. sinensis        |
|  |                    |

|  | P. meileyingensis                                             |
|  |                                                               |
|  | \| \| P. lujiatunensis \| \| \| \| \| \| P. major \| \| \| \| |
|  |                                                               |
|  | P. lujiatunensis                                              |
|  |                                                               |
|  | P. major                                                      |
|  |                                                               |

|  | P. lujiatunensis |
|  |                  |
|  | P. major         |
|  |                  |

|  | P. sp. (plus tard P. gobiensis)                                    |
|  |                                                                    |
|  | P. sibiricus                                                       |
|  |                                                                    |
|  | \| \| P. neimongoliensis \| \| \| \| \| \| P. sinensis \| \| \| \| |
|  |                                                                    |
|  | P. neimongoliensis                                                 |
|  |                                                                    |
|  | P. sinensis                                                        |
|  |                                                                    |

|  | P. neimongoliensis |
|  |                    |
|  | P. sinensis        |
|  |                    |

|  | P. meileyingensis                                             |
|  |                                                               |
|  | \| \| P. lujiatunensis \| \| \| \| \| \| P. major \| \| \| \| |
|  |                                                               |
|  | P. lujiatunensis                                              |
|  |                                                               |
|  | P. major                                                      |
|  |                                                               |

|  | P. lujiatunensis |
|  |                  |
|  | P. major         |
|  |                  |

|  | P. sp. (plus tard P. gobiensis)                                    |
|  |                                                                    |
|  | P. sibiricus                                                       |
|  |                                                                    |
|  | \| \| P. neimongoliensis \| \| \| \| \| \| P. sinensis \| \| \| \| |
|  |                                                                    |
|  | P. neimongoliensis                                                 |
|  |                                                                    |
|  | P. sinensis                                                        |
|  |                                                                    |

|  | P. neimongoliensis |
|  |                    |
|  | P. sinensis        |
|  |                    |

On a suggéré que P. lujiatunensis doive être à la base de toutes les autres espèces. Ce qui serait cohérent avec le fait qu'il ait été retrouvé dans les couches de fossiles les plus anciennes.

## Origine

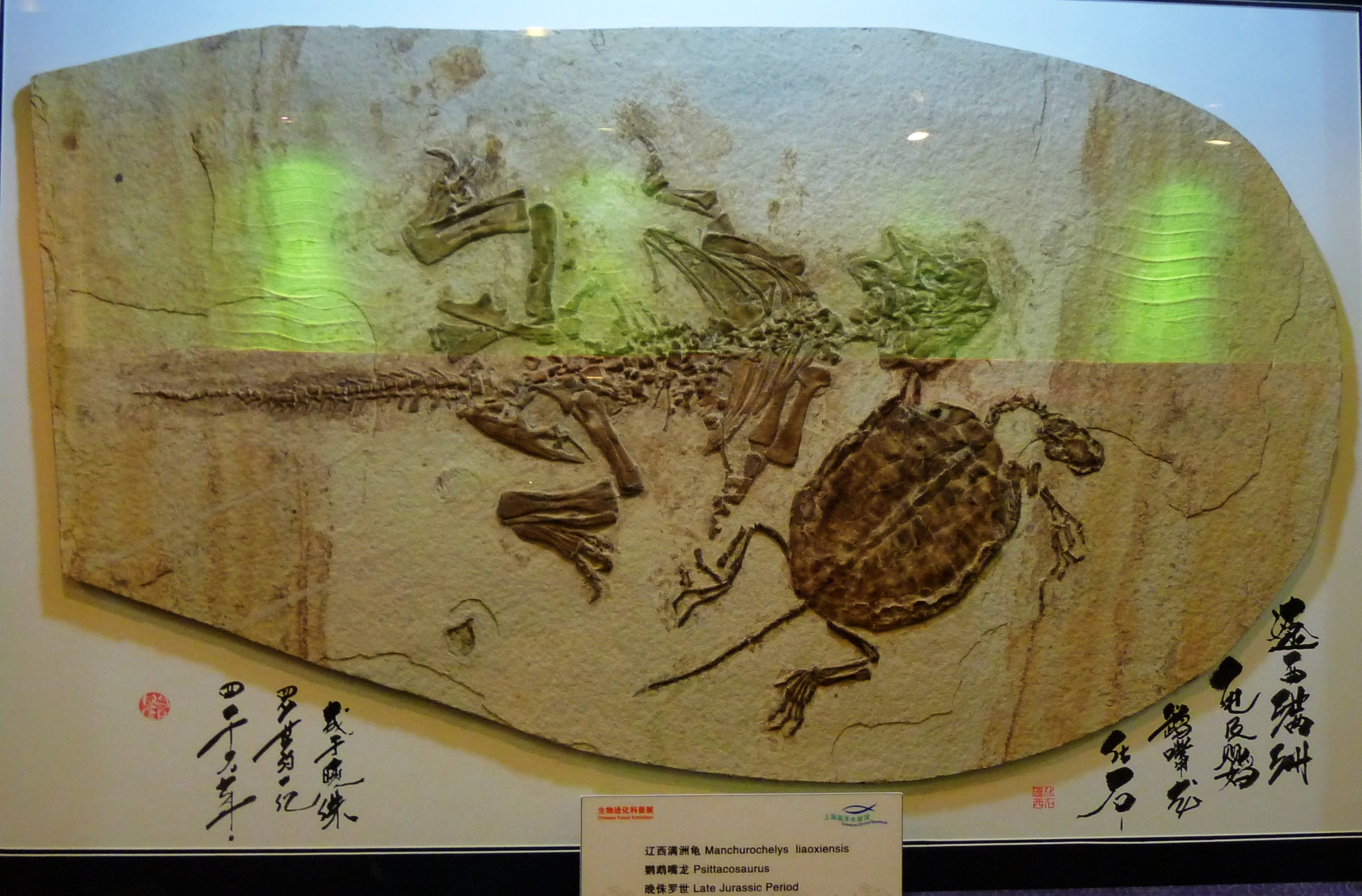
Fossile de Psittacosaurus chinois conservé sur une planche à côté d'un Ordosemys liaoxiensis, exposé à l'Aquarium océanique de Shanghai.

Le genre Psittacosaurus est connu par plus de 400 spécimens, dont plus de 75 ont été attribués à l'espèce type, P. mongoliensis,,. Tous les fossiles de Psittacosaurus découverts jusqu'ici ont été trouvés dans des sédiments datant du début du Crétacé en Asie, du sud de la Sibérie jusqu'au nord de la Chine et peut-être même jusqu'en Thaïlande. Les formations géologiques possédant des fossiles de Psittacosaurus datent le plus souvent de la fin du Barrémien jusqu'à l'Albien, au Crétacé inférieur, soit il y a environ entre 125 à 100 millions d'années. Presque toutes les formations sédimentaires terrestres de cette époque situées en Mongolie et dans le nord de la Chine ont produit des fossiles de Psittacosaurus, ce qui a conduit à l'utiliser comme fossile index pour cette période dans la région, tout comme le très commun ptérosaure Dsungaripterus. Beaucoup de spécimens sont également retrouvés dans le désert de Gobi, en Mongolie. Près de 60 fossiles furent isolés par une équipe menée par Bolortsetseg Minjin et Jack Horner en 2006.
La première espèce trouvée est P. lujiatunensis, trouvée dans les couches les plus basses de la formation d'Yixian. Plus de 200 spécimens attribués à ce genre ont été récupérés dans ces lits et d'autres de la formation d'Yixian, dont l'âge est l'objet de beaucoup de débats. Bien que les premières études utilisant la datation radiométrique aient attribué cette formation géologique au Jurassique, des dizaines de millions d'années en dehors de la fourchette de temps prévue pour l'existence de Psittacosaurus, les travaux les plus récents datent cette formation du Crétacé inférieur. En utilisant la datation argon-argon, une équipe de scientifiques chinois a daté les couches inférieures de la formation d'environ 128 Ma et les supérieures d'environ 122 Ma. Une étude chinoise plus récente, utilisant la datation uranium-plomb, suggère que les couches inférieures sont plus jeunes, environ 125 Ma, tout en convenant d'un âge de 122 Ma pour les couches supérieures. Ce travail indique que la formation d'Yixian date du début de l'Aptien ou éventuellement de la fin du Barrémien jusqu'au début de l'Aptien.

## Paléobiologie

### Mode de vie quotidien
La comparaison entre les anneaux sclérotiques de Psittacosaurus et ceux des oiseaux et des reptiles actuels suggère que ce premier pourrait avoir été cathéméral, actif sur les 24 heures pendant des intervalles courts.

### Alimentation

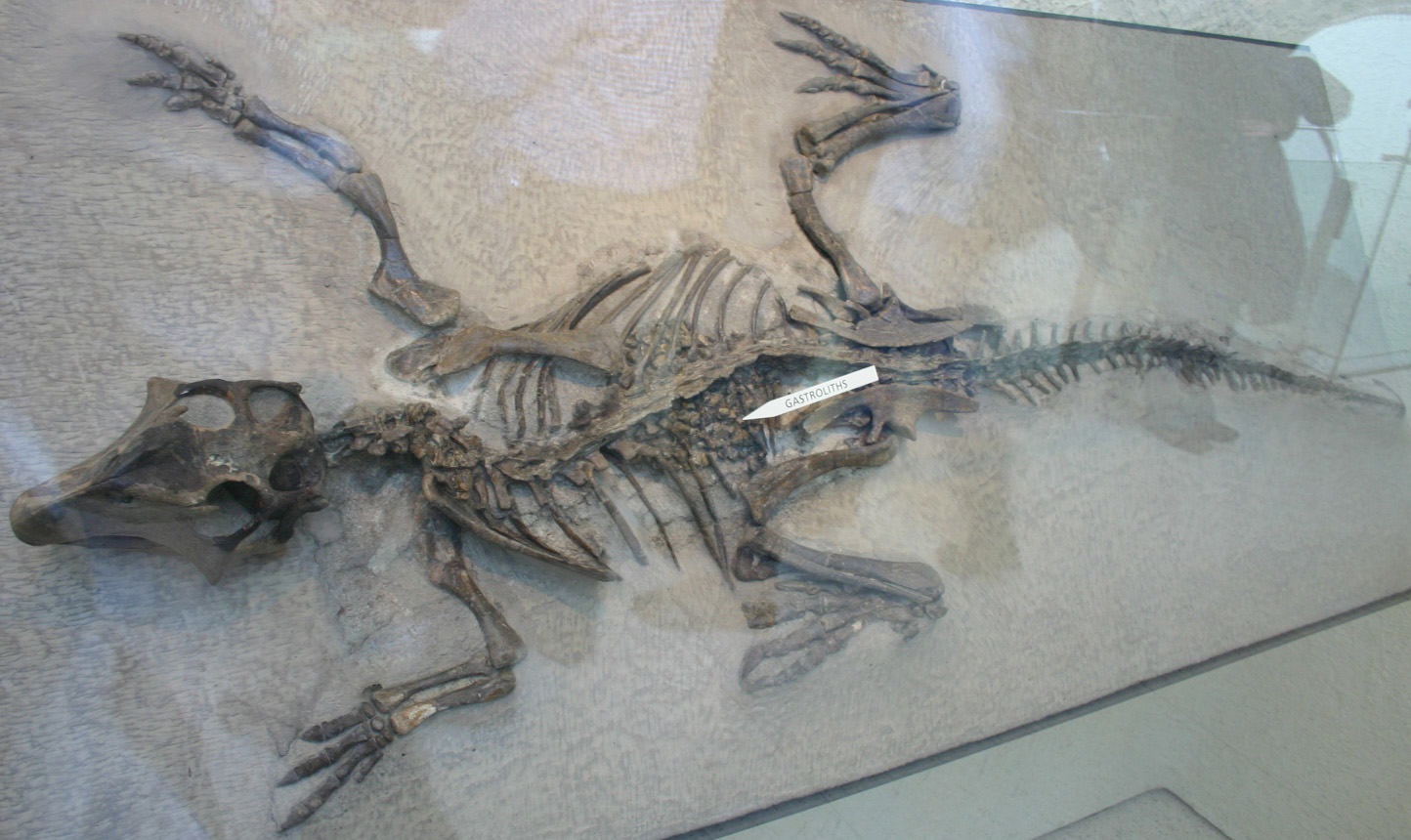
Le spécimen de P. mongoliensis AMNH 6254 avec ses gastrolithes dans l'abdomen, American Museum of Natural History.

Psittacosaurus avait des dents auto-affûtées qui auraient pu être utiles pour cueillir et couper des plantes coriaces. Cependant, contrairement aux cératopsiens plus tardifs, il n'avait pas de dents adaptées pour broyer ou mâcher la nourriture. Au lieu de cela, il devait utiliser des gastrolithes, des pierres avalées pour écraser la nourriture quand elle passait dans le système digestif. On retrouve parfois ces gastrolithes, jusqu'à plus de cinquante, dans l'abdomen des psittacosaures et qui étaient peut-être stockés dans un gésier, comme chez les oiseaux actuels.
Contrairement à beaucoup d'autres dinosaures, les psittacosaures avaient des crânes akinétiques : les mâchoires supérieure et inférieure se comportaient comme des unités indépendantes sans point de contact adapté en dehors de l'articulation de la mâchoire elle-même et les psittacosaures pouvaient faire glisser leur mâchoire inférieure d'avant en arrière au niveau de l'articulation, permettant une action de cisaillement. Contrairement à la plupart des cératopsiens, leur bec n'était pas crochu, mais plutôt arrondi ou aplati. Si les deux mâchoires avaient été face à face, le bec aurait pu être utilisé pour cueillir des objets, mais la mâchoire inférieure était en retrait et le bec inférieur se plaçait en dedans du bec supérieur, les mâchoires pouvant avoir servi pour casser des objets. Une alimentation riche en noix ou graines pouvait bien correspondre aux gastrolithes souvent retrouvés dans des squelettes bien conservés de psittacosaures.

#### Cloaque
Un cloaque fossilisé a été trouvé.

### Croissance

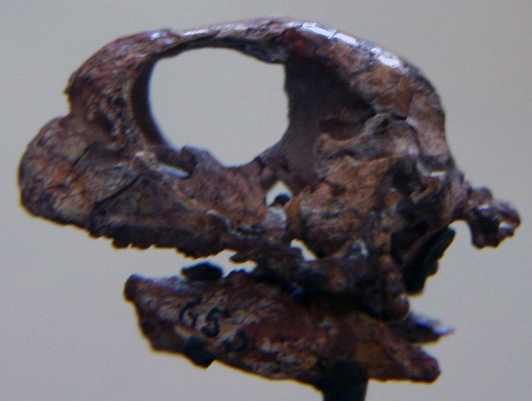
Crâne d'un jeune P. mongoliensis, American Museum of Natural History.

On a retrouvé plusieurs jeunes Psittacosaurus. Le plus petit d'entre eux est un jeune P. mongoliensis figurant dans la collection de l’American Museum of Natural History (AMNH) qui ne mesurait que de 11 à 13 centimètres de long, avec un crâne de 2,8 centimètres de longueur. Un autre crâne de l'AMNH ne mesure que 4,6 centimètres de long. Les deux spécimens proviennent de Mongolie. Des juvéniles découverts dans la formation d'Yixian ont environ le même âge que le plus grand des deux précédents spécimens de l'AMNH. Les P. mongoliensis adultes approchaient les 2 mètres de longueur.
Un examen histologique de P. mongoliensis a permis de déterminer le taux de croissance de ces animaux. Le plus petit spécimen trouvé semble avoir trois ans et peser moins de 1 kg, tandis que le plus grand aurait neuf ans et pèserait presque 20 kg. Cela montre une croissance relativement rapide par rapport à la plupart des reptiles et des mammifères marsupiaux, mais plus lente que les oiseaux modernes et les mammifères placentaires. Une étude réalisée pour déterminer l'âge des restes de P. mongoliensis en utilisant le nombre de cernes conclut que la longévité de ce cératopsien primitif était comprise entre 10 et 11 ans.

## Tégument

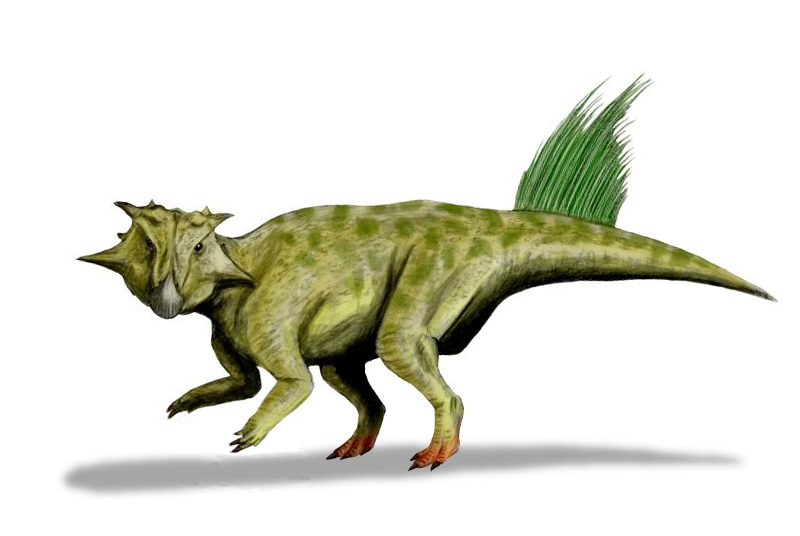
Restitution paléoartistique de P. sibiricus avec sa queue.

Le revêtement cutané des Psittacosaurus est connu à partir d'un spécimen chinois, qui vient probablement de la formation d'Yixian au Liaoning. Le spécimen, qui n'est pas encore placé dans une espèce particulière, a été acheté par un musée allemand, mais la Chine considère qu'il a été exporté illégalement et en réclame la restitution.
La plus grande partie du corps était couverte d'écailles. De grandes écailles étaient disposées de façon irrégulière avec de nombreuses petites écailles occupant les espaces libres entre elles, de façon un peu similaire aux impressions cutanées retrouvées chez d'autres cératopsiens, tels que Chasmosaurus. Toutefois une série de ce qui semble être des pycnofibres d'environ 16 centimètres de long, disposées en ligne à la base de la ligne dorsale (supérieure) de la queue, a également été préservée. Selon certains scientifiques « il n'y a jusqu'à présent, pas de preuve convaincante montrant que ces structures étaient homologues à la structure des plumes et protoplumes des dinosaures théropodes ». Comme ces structures ne se trouvent que sur une seule rangée au niveau de la queue, il est peu probable qu'elles aient été utilisées pour la thermorégulation, mais elles ont peut-être servi à communiquer par une sorte d'écran.

## Rôle des membres
Des études menées par Phil Senter en 2007 sur Psittacosaurus neimongoliensis et Psittacosaurus mongoliensis ont permis de conclure que les membres antérieurs de ces taxons (et probablement ceux des autres espèces de Psittacosaurus) étaient trop courts pour atteindre le sol et ne pouvaient ni être amenés en pronation, ni servir à produire une force propulsive pour se déplacer, ce qui suggère que Psittacosaurus était entièrement bipède. Les membres antérieurs étaient également trop courts pour servir à creuser ou à apporter de la nourriture à la bouche, et Senter a suggéré que si Psittacosaurus avait besoin de creuser des trous dans le sol, il pouvait avoir utilisé ses membres postérieurs à la place. Les membres antérieurs pourraient avoir servi à saisir à deux mains des objets ou à se gratter le corps, mais en raison de leur flexibilité et de leur portée extrêmement limitée, ils ne pouvaient être utilisés que pour saisir des objets très proches, sur les côtés ou le ventre de l'animal, ou à se gratter le ventre, les flancs et les genoux. Même si les mains ne pouvaient atteindre la bouche, elles pouvaient toutefois être utilisées pour transporter du matériel de nidification ou de la nourriture à un endroit voulu.

### Soins parentaux et grégarité

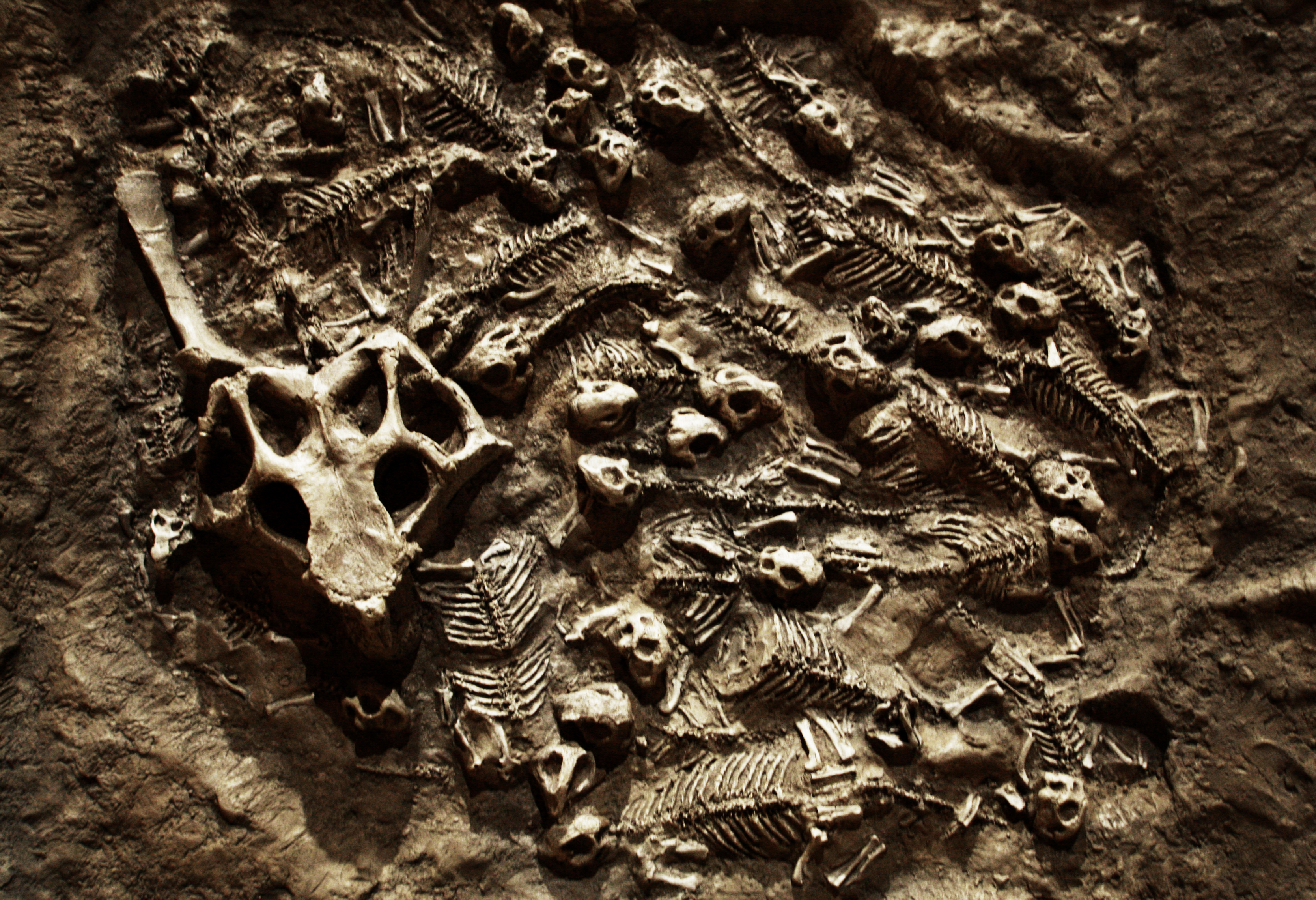
Spécimen au nid avec 34 jeunes.

Un spécimen extrêmement bien conservé trouvé dans la formation d'Yixian en Chine fournit certains des meilleurs éléments de preuve de soins parentaux chez les dinosaures. Ce spécimen est constitué d'un Psittacosaurus adulte (pas classé dans une espèce particulière), qui est étroitement proche de 34 squelettes articulés de juvéniles, tous conservés en trois dimensions. Les jeunes Psittacosaurus, tous approximativement du même âge, sont entassés sous l'adulte, avec les 34 têtes positionnées au-dessus des corps, comme ils l'auraient été dans la vie. Ceci suggère que les animaux étaient vivants au moment de leur enterrement, qui doit avoir été extrêmement rapide, peut-être par suite de l'effondrement de leur terrier.
Les os des juvéniles sont très petits mais sont bien ossifiés. Cela a été considéré comme une preuve que les jeunes devaient avoir bénéficié de soins parentaux prolongés, puisqu'ils étaient restés dans le nid suffisamment longtemps pour que leurs os aient pu s'ossifier. Une autre découverte montre un troupeau de six Psittacosaurus tués par une coulée de lave, avec la présence d'au moins deux groupes d'âge de deux nichées différentes. Cette découverte a été considérée comme une preuve que la fidélité de groupe et la vie de groupe s'étendaient au-delà de la période au nid, ce qui a constitué le premier élément de preuve pour tous les cératopsiens. Même si les dents des très jeunes psittacosaures semblent usées, ce qui indique qu'ils mâchaient très tôt leur propre nourriture et peut-être qu'ils étaient nidifuges, cela n'exclut pas la poursuite de soins parentaux.

### Possible vie aquatique
En 2010, Ford et Martin ont suggéré que Psittacosaurus était un animal semi-aquatique, nageant en utilisant sa queue à la manière des crocodiles et en pagayant avec ses pieds. Ils ont basé leur interprétation sur les preuves suivantes : le nombre de spécimens retrouvés dans des dépôts lacustres, la position haute des narines et des yeux, une interprétation des mouvements des bras et des jambes, la queue avec de longs chevrons (et les poils de la queue peut-être recouverts de peau, formant une nageoire), offrant une grande surface de propulsion, et la présence de gastrolithes, interprétés comme du lest. Ils ont en outre suggéré que certaines espèces de Psittacosaurus étaient plus terrestres que d'autres.

### Prédation

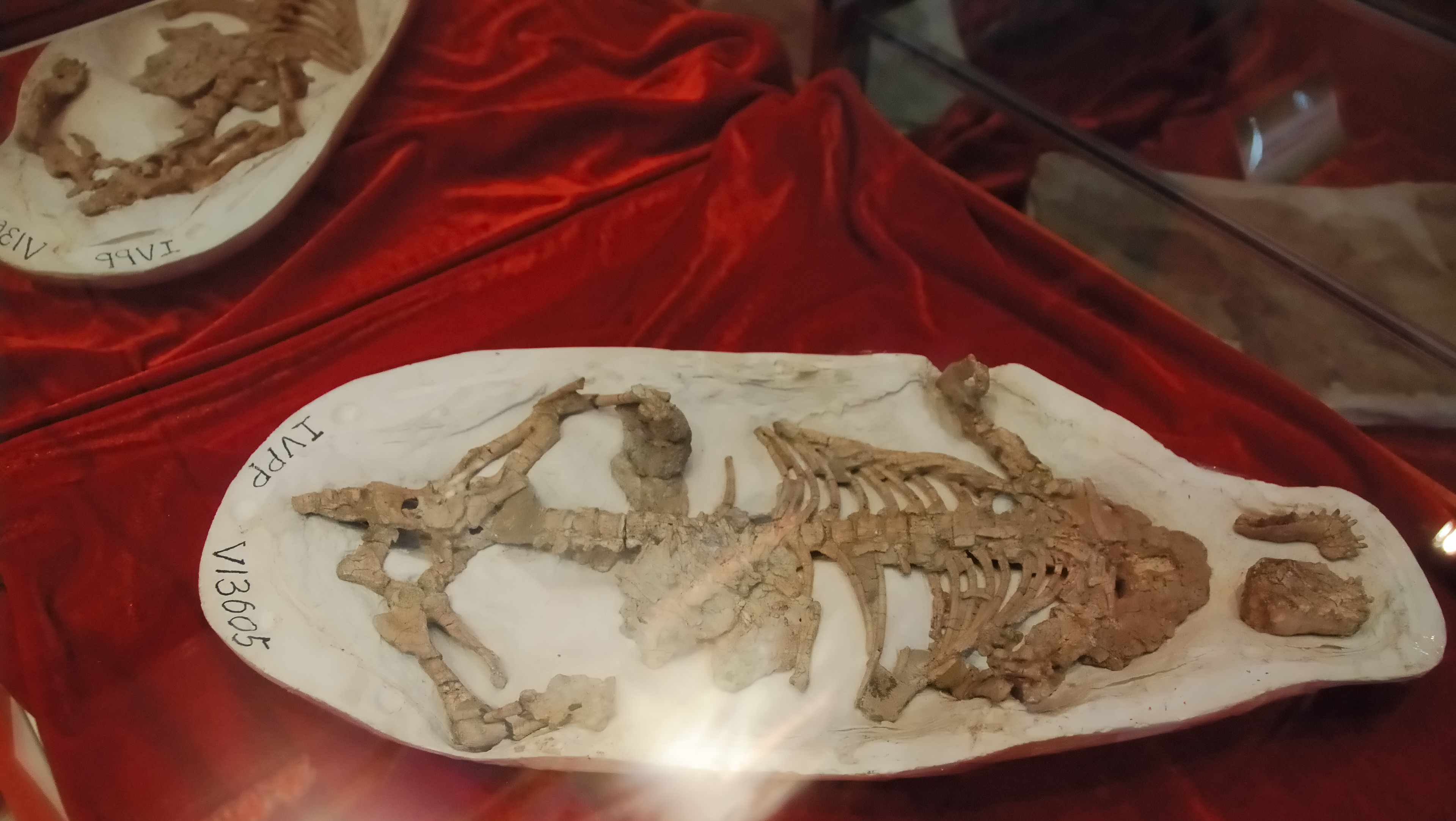
Le spécimen de Repenomamus robustus avec les restes d'un Psittacosaurus dans son ventre.

Un autre fossile de la formation d'Yixian fournit une preuve directe que Psittacosaurus servait de proie. Un squelette de Repenomamus robustus, un grand mammifère triconodonte, a conservé les restes d'un psittacosaure juvénile dans son abdomen. Plusieurs des os du juvénile sont toujours articulés, traduisant le fait que ce mammifère carnivore avalait sa proie par gros morceaux. Ce spécimen est remarquable en ce qu'il constitue le premier exemple connu de mammifère du mésozoïque s'attaquant à des dinosaures. Une forte prédation sur les jeunes Psittacosaurus peut avoir entraîné une stratégie r, la production de nombreux descendants permettant de lutter contre ces pertes importantes.

### Pathologie
Sur plus de 400 spécimens de Psittacosaurus connus, un seul a été publié avec une pathologie signalée. Le spécimen en question, constitué d'un squelette adulte complet et provisoirement affecté à P. mongoliensis, a été trouvé dans les couches inférieures de la formation d'Yixian. Il n'y a aucun signe de fracture de l'os, mais des signes très nets d'une infection sont visibles au milieu du péroné droit. L'os présente un grand trou rond, signe de nécrose due à un manque d'irrigation sanguine de la région. Le trou est entouré d'un important bourrelet osseux le long du tiers inférieur de l'os. Cette grande quantité d'os déposé autour de la lésion indique que l'animal a survécu pendant un bon moment malgré la blessure et l'infection qui a suivi. Comme les psittacosauridés étaient des animaux bipèdes, une telle blessure sur un os supportant le poids du corps lui aurait probablement été fatale. Cependant, contrairement au fémur et au tibia, le péroné n'est pas un os supportant le poids du corps et donc cet animal a dû être encore capable de marcher même si c'était avec une certaine difficulté. L'origine de la blessure demeure inconnue.

## Dans la culture populaire
Psittacosaurus est peu connu du public malgré sa parenté avec le protocératops, le tricératops ou encore le styracosaure, néanmoins on le retrouve dans quelques médias :
- Dans le film Transformers : L'Âge de l'extinction, un Psittacosaurus est vu au tout début du film et est le seul dinosaure à survivre à l'extinction des dinosaures, il est revu plus tard dans un flash-back, émergeant des autres dinosaures transformés en métal ;
- Dans le jeu sur Steam « The Isle », il est possible d'incarner un Psittacosaurus ;
- Dans la série de bandes dessinées Les dinosaures en BD, l'une des planches présente Psittacosaurus et évoque la découverte du fossile de Repenomamus robustus avec un jeune dans l’estomac via un gag : le mammifère insulte le jeune qui répète tout ce qu'il dit (en référence à son surnom de « reptile perroquet ») et le mammifère, agacé, le dévore. En outre, il est toutefois présenté comme l’ancêtre du protocératops et du tricératops alors qu'ils sont en fait cousins ;
- Dans le documentaire Dans l'ombre des dinosaures, qui s'axe autour des mammifères du Mésozoïque, de jeunes Psittacosaurus apparaissent lors de la partie sur Repenomamus, ce qui est de nouveau une allusion à la découverte citée ci-dessus.
- Dans les comics "Jurassic Park Dangerous Games", des psittacosaurus apparaissent au personnage principal dans des souterrains de l’île d'Isla Nublar.
- Dans l'attraction Universal Jurassic Park: The Ride, des pstittacosaurus sont visibles juste après les brachiosaures sur la rive gauche.